# Талица (Никольский район)
Талица — деревня в Никольском районе Вологодской области.
Входит в состав Вахневского сельского поселения, с точки зрения административно-территориального деления — в Лобовский сельсовет.
Расстояние до районного центра Никольска по автодороге — 72 км, до центра муниципального образования Вахнево по прямой — 28 км. Ближайшие населённые пункты — Пантелеево, Зеленая Грива, Колесов Лог.
По переписи 2002 года население — 5 человек.